# Абдул Вагід (хокеїст на траві)
Абдул Вагід (30 листопада 1936 — 21 лютого 2022) — пакистанський хокеїст на траві.
Олімпійський чемпіон 1960 року.
Переможець Азійських ігор 1962 року, срібний призер 1966 року.